# Tonio (nome)
Tonio  è un nome proprio di persona italiano maschile.

## Varianti
- Maschili: Toni[1][3][4], Tonino[1][2][3][4], Tonello[3][4], Toninello[4], Toniolo[1], Tono[3][4], Tony[3]
- Femminili: Tonia[3], Tonina[3][4], Tonella[3], Tona[3][4], Toni[3], Tony[3]

### Varianti in altre lingue
- Croato: Tonči[2], Tonći[2], Toni[2]
- Finlandese: Toni[2]
- Inglese: Tony[2][5]
  - Femminili: Toni[6]
- Olandese: Ton[2], Toon[2], Teun[2], Teunis[2], Theun[2], Theunis[2]
- Portoghese: Toninho[2]
- Sloveno: Tone[2]
- Spagnolo: Toño[2]
- Ungherese: Tóni[2]

## Origine e diffusione
Si tratta di una forma abbreviata per aferesi del nome Antonio (o da Antonino e Antonello nei casi di Tonino e Tonello).
Questo tipo di abbreviazione è comune anche in altre lingue oltre all'italiano, e fra quelle più note si può citare l'inglese Tony, che va diffondendosi anche in italiano grazie soprattutto alla fama di cantanti come Tony Dallara e Tony Renis.

## Onomastico
L'onomastico ricorre lo stesso giorno del nome Antonio, cioè generalmente il 17 gennaio in memoria di sant'Antonio abate o il 13 giugno in onore di sant'Antonio da Padova.

## Persone
- Tonio Borg, politico maltese
- Tonio Dell'Olio, presbitero italiano

### Variante Toni
- Toni Bou, pilota motociclistico spagnolo
- Toni Egger, alpinista italiano
- Toni Kroos, calciatore tedesco
- Toni Sailer, sciatore alpino, allenatore di sci alpino e attore austriaco
- Toni Servillo, attore e regista teatrale italiano
- Toni Valeruz, scialpinista, alpinista, guida alpina e maestro di sci italiano

### Variante Tony

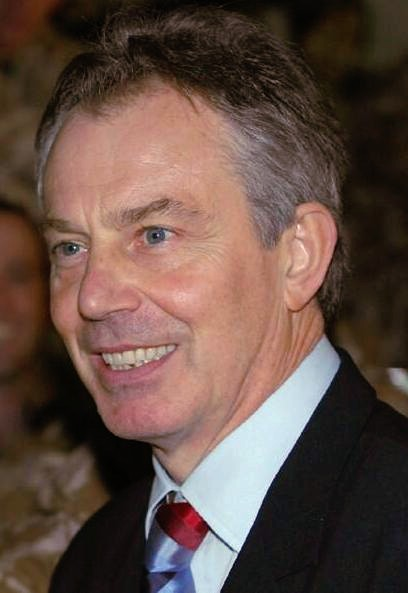
Tony Blair

- Tony Bennett, cantante statunitense
- Tony Blair, politico britannico
- Tony Colombo, cantautore italiano
- Tony Curtis, attore statunitense
- Tony Dallara, cantante e personaggio televisivo italiano
- Tony Esposito, musicista, cantante e percussionista italiano
- Tony Hawk, skater statunitense
- Tony Jaa, artista marziale, attore, coreografo, e regista thailandese
- Tony Musante, attore statunitense
- Tony Renis, cantautore, attore e produttore discografico italiano
- Tony Scott, musicista statunitense

### Variante Tonino
- Tonino Accolla, attore, doppiatore e dialoghista italiano
- Tonino Benacquista, scrittore, sceneggiatore e fumettista francese
- Tonino Delli Colli, direttore della fotografia italiano
- Tonino Guerra, poeta, scrittore e sceneggiatore italiano
- Tonino Lasconi, presbitero, scrittore e giornalista italiano
- Tonino Ricci, regista italiano
- Tonino Sorrentino, calciatore italiano
- Tonino Valerii, regista italiano

### Varianti femminili
- Tonia Carrero, attrice brasiliana
- Toni Collette, attrice e cantante australiana
- Tonke Dragt, scrittrice e illustratrice olandese
- Toni Garrn, modella tedesca
- Tonina Torrielli, cantante italiana

## Il nome nelle arti
- Tonio è un personaggio del romanzo di Alessandro Manzoni I promessi sposi.
- Tonio è un personaggio dell'opera lirica di Ruggero Leoncavallo Pagliacci.
- Tonio è il protagonista della novella di Thomas Mann Tonio Kröger.
- Tonino è un personaggio del film del 1983 Scusate il ritardo, diretto da Massimo Troisi.
- Padron Toni è un personaggio della commedia di Carlo Goldoni Le baruffe chiozzotte.
- Don Tonino è il protagonista della serie televisiva italiana omonima.
- Tony Brando (Ciardulli) è un personaggio del film del 1988 Compagni di scuola, diretto da Carlo Verdone.
- Tonio Cartonio è un personaggio del programma per bambini Melevisione.
- Tonio Fortebracci è un personaggio della serie televisiva L'onore e il rispetto.
- Toni Gasparini è un personaggio del film del 1966 Signore & signori, diretto da Pietro Germi.
- Tony Manero è il protagonista del film del 1977 La febbre del sabato sera, diretto da John Badham.
- Tony Wendice è il protagonista del film del 1954 Il delitto perfetto, diretto da Alfred Hitchcock.
- Toni è un personaggio della serie Pokémon.
- Tonio Trussardi è un personaggio della serie manga e anime  Le bizzarre avventure di JoJo.